# 2015 na ciência

## Eventos
- 16 abr — A revista Science publica[1] a descoberta da proteína que aumenta a resposta imunológica contra o cancro.[2]
- 20 mai - A revista Nature publica a descoberta que já se fabricavam ferramentas há mais de três milhões de anos (antes dos humanos).[3]
- 23 jul — É anunciada a descoberta do Kepler-452b, um planeta gémeo da Terra.[4]
- 10 set - É anunciada a descoberta do Homo naledi, uma nova espécie humana.[5]
- 15 set - A Science Alert noticia[6] a descoberta da maior cadeia de vulcões continentais do mundo, na Austrália.[7]
- 28 set - NASA anuncia a descoberta de água em estado líquido em córregos na superfície de Marte.[8]
- 04 nov — A cadeia CNN reporta[9] a descoberta de Acra, a fortaleza grega que vigiava Jerusalém.[10]
- 18 dez — A revista Science publica[11] a descoberta do trissulfureto, um intermediário entre o sulfito e o sulfureto.[12]
- Sem data — Fundação do projeto de preservação Arch Mission Foundation.

## Mortes
| Data | Nome | Profissão | Nacionalidade | Observações | Ref |
| ---- | ---- | --------- | ------------- | ----------- | --- |

## Prémios
Medalha Lavoisier (SCF)
- Jacques Livage[13]

Medalha Wollaston
- James Jackson[14]

Prémio Fermat
- Laure Saint-Raymond[15] e Peter Scholze[15]